# Kalmar Domkirke
Kalmar Domkirke ligger i Kalmar i Sverige og er sognekirke i Kalmar domkyrkoförsamling i Småland. Den hører under Växjö Stift, da Kalmar Stift ophørte i 1915, men kirken har efter stiftssammenlægningen fortsat status som domkirke.

## Kirkebygningen
Kirken blev tegnet af Nicodemus Tessin d.æ. Byggeriet begyndte i 1660, og kirken stod færdig omkring år 1700. Tessin kan i udformningen af den ydre arkitektur have været inspireret af Il Gesù i Rom.
Et omfattende restaureringsarbejde er i gang. Det udvendige arbejde er afsluttet med et nyt kobbertag og åbning af vinduer, der blev fjernet i begyndelsen af 1900-tallet. De gamle vinduer var dog bevaret og blev genanvendt ved restaureringen. Der mangler indvendigt restaureringsarbejde.
- Altaret ved jultid
- Kalmar Domkirke i 1874